# Georges Grison
Pour les articles homonymes, voir Grison.
Georges Grison, né le 6 mars 1841 à Saintes (Charente-Inférieure) et mort le 23 février 1928 à Ibos (Hautes-Pyrénées) est un journaliste et écrivain français. Les ouvrages qu'il écrit avec F. Hogier sont signés « Hogier-Grison ».

## Biographie
Georges Édouard Alexandre Stanislas Grison fait ses débuts comme journaliste au Figaro, à Gil Blas, ou encore à L'Écho de Paris.
Il est l'auteur de nombreux ouvrages documentaires riches et bien conçus. Il a également publié des pièces de théâtre, ainsi que des romans policiers et sentimentaux.
Ayant assisté en douze ans à une vingtaine d'exécutions capitales, il publie en 1883 un livre décrivant chacune d'elles sous le titre « Souvenirs de la place de la Roquette », dont la conclusion est un long plaidoyer en faveur de la peine de mort.
Antidreyfusard, il écrit en 1898 avec Albert Dupuy Fergus, une pièce s'inscrivant dans la campagne contre la révision du procès d'Alfred Dreyfus. Un capitaine d’artillerie français y trahit pour devenir colonel allemand .

## Œuvres

### Romans
- L'argot réel, (publié dans Le Figaro du 23 novembre 1881)
- Paris horrible & Paris original, 1882, éditions Ramsay[4]
- Le neveu de Tricoche, 1885 (roman-feuilleton publié dans Le Voleur du 12 février 1885 au 6 août 1885) (nrs 1441 à 1466).
- Le monde où l'on triche, 1886, Librairie illustrée[4]
- Les hommes de proie. Le monde où l'on vole, 1887, Librairie illustrée[4].
- L'ami du commissaire, 1889, éditions Ernest Kolb[4]
- Le Fils de Musotte, 1899 (roman-feuilleton publié dans Le Figaro du 24 février 1899 au 16 mars 1899)
- La Comtesse Chiffon, Mon livre favori no 14, 1921.
- Un cadavre sous les fleurs, Police et Mystère no 22.

### Théâtre
- Avec Albert Dupuy, Fergus, drame patriotique en cinq actes et six tableaux créé aux Bouffes-Parisiens le 29 juin 1898.

## Postérité
Son roman L'Ami du commissaire contient la première occurrence datée de la formule : « il n'y a pas d'heure pour les braves. »